# Schnackenburg (Burg)
Die Schnackenburg ist eine abgegangene hochmittelalterliche Burg an der Mündung des Aland in die Elbe in der Stadt Schnackenburg im niedersächsischen Landkreis Lüchow-Dannenberg.

## Geschichte
Die Burg wurde sehr wahrscheinlich vom 1218/19 erstmals belegten Ortsadelsgeschlecht der Herren von Schnackenburg errichtet. Die Familie scheint aber damals schon seinen Stammsitz verlassen und sich östlich der Elbe angesiedelt zu haben. Burg und Ort Schnackenburg dienten als Zollstelle auf der Elbe, aufgrund der damit verbundenen Einnahmen wechselten ihre Besitzer im 14. Jahrhundert mehrfach zwischen dem Herzogtum Braunschweig-Lüneburg und der Mark Brandenburg. 1373/1375 gehörte die Schnackenburg zur damals unter der Herrschaft der Luxemburger stehenden Altmark und damit zum Besitz des Kaisers Karl IV. 1377 hielt sich Kaiser Karl IV. sogar in Schnackenburg auf, um seine Einnahmen aus dieser Zollstätte schätzen zu lassen. Im Zuge der Grenzstreitigkeiten zwischen Lüneburg und Brandenburg wurde die Schnackenburg 1390/1391 erobert und gehörte fortan zum Fürstentum Lüneburg.
Im Jahre 1555 wurde das Schloss Schnackenburg mit Stadt und Zoll von Georg von Maltzahn an Andreas von Bülow  verkauft. Danach fehlen urkundliche Nennungen der Burg, eventuell wurde sie im Dreißigjährigen Krieg zerstört.  In  einer Flurkarte des Aland von 1699 war noch ein „Burgwall“ eingetragen. Der Burghügel wurde 1728 vollständig abgetragen. Die Stadt Schnackenburg war bei einer großen Feuersbrunst abgebrannt und man benutzte die Erde, um die Brandreste überdecken zu können.
Die Burg kann nicht mehr sicher lokalisiert werden, sie wird entweder auf einer Anhöhe am Westufer des Aland oder im Ortszentrum am Platz des ehemaligen Amtshauses vermutet.